# ImgBurn
ImgBurn é um programa de computador criado para gravar DVDs, CDs ou outros tipos de mídia em disco. Ele permite a gravação de imagens de mídias - por isso o nome ImgBurn, abreviação de ImageBurn (equivalente em português a gravação de imagens). O programa é o sucessor de DVD Decrypter, cujo desenvolvimento foi paralisado quando o autor (Lightning UK!) recebeu uma ordem de 'cease and desist' da companhia Macrovision, por possibilitar que usuários utilizem o programa para remover proteção anticópia. Por isso, ImgBurn não contém as ferramentas que possibilitavam a remoção da proteção anticópia. ImgBurn, assim como seu predecessor, é gratuito (freeware), suporta diversas línguas e está disponível para Windows e alguns outros sistemas operacionais através de emuladores.

## Características
- Formatos de imagem suportados: BIN, CUE, DI, DVD, GI, IMG, ISO, MDS, NRG, PDI e mais.
- Capaz de construir discos DVD video, HD DVD video e Blue-ray video a partir de pastas de vídeo de seus respectivos formatos.
- Sistemas suportados: Windows 95, 98, Me, NT4, 2000, XP, 2003, Vista e 2008 (incluindo todas as versões 64-bit). Ele também pode ser executado utilizando Wine.
- Image queue provê suporte para gravação de muitos arquivos de imagem com o mínimo de interação.
- imgBurn é relativamente pequeno comparado a outros programas de gravação: ele ocupa apenas 1.8MB completamente instalado com todas as opções.